# 社叢学会
特定非営利活動法人社叢学会（しゃそうがっかい）は、鎮守の森を始めとする社寺林、塚の木立、ウタキ（沖縄の聖域）などについて調査研究し、地域に密着した新しい学問の創造と社叢（神社の森＝神々の森）の保存・開発をめざして設立された特定非営利活動法人（NPO法人）。

## 活動
- 年次総会・研究大会・定例研究会等の開催、社叢調査・社叢定点観測、社叢インストラクターの養成、機関紙・会誌の発行、出版活動など[2]

## 刊行物
機関紙
- 『鎮守の森だより』

会誌
- 『社叢学研究』

出版物
- 『探訪「鎮守の森」社叢学への招待』上田正昭（編集） 平凡社 2004年
- 『身近な森の歩き方 - 鎮守の森探訪ガイド』上田正昭（監修）、上田篤・薗田稔・菅沼孝之（編集） 文英堂 2003年
- 『日本は森の国』DVD
- 『愛・地球博出展報告書』